# Pływanie na Letnich Igrzyskach Olimpijskich Młodzieży 2010 – 200 metrów stylem grzbietowym dziewcząt
Zawody dziewcząt na dystansie 200 metrów stylem grzbietowym w pływaniu na Letnich Igrzyskach Olimpijskich Młodzieży 2010 odbyły się 17 sierpnia w Singapore Sports School w Singapurze.

## Wyniki - finał
| Rk | Tor | Zawodnik         | Kraj              | Czas    | Uwagi |
| -- | --- | ---------------- | ----------------- | ------- | ----- |
|    | 3   | Bai Anqi         | Chiny             | 2:11,46 |       |
|    | 4   | Kaitlyn Jones    | Stany Zjednoczone | 2:12,20 |       |
|    | 6   | Daryna Zewina    | Ukraina           | 2:12,31 |       |
| 4  | 2   | Marie Jugnet     | Francja           | 2:13,60 |       |
| 5  | 5   | Barbora Závadová | Czechy            | 2:14,16 |       |
| 6  | 7   | Dorte Baumert    | Niemcy            | 2:16,15 |       |
| 7  | 1   | Klaudia Naziębło | Polska            | 2:16,45 |       |
| 8  | 8   | Yukiko Watanabe  | Japonia           | 2:18,36 |       |